# Homo habilis
Homo habilis (człowiek zręczny) – kopalny gatunek człowieka (Homo) z podrodziny Homininae, pochodzący z Afryki Wschodniej, sprzed ok. 2,5–1,7 mln lat, który razem z innymi gatunkami ludzi, szympansami, gorylami i orangutanami współtworzył rodzinę człowiekowatych (Hominidae).
Homo habilis stanowił pierwszy etap w rozwoju rodzaju Homo, stając się w linii prostej praprzodkiem gatunku Homo sapiens. Gatunek ten żył równolegle z australopitekami przez prawie milion lat (od 2,5 do 1,7 miliona lat temu). Po raz pierwszy został odkryty i udokumentowany w 1959 roku przez Louisa i Mary Leakeyów, w wąwozie Olduvai (na granicy Kenii i Tanzanii). Pojawiły się także w nauce propozycje, by usunąć H. habilis z rodzaju Homo ale zostały one powszechnie odrzucone.

## Wygląd i cechy
- Wzrost 110 do ok. 135 cm,
- masa ok. 45 kg,
- pojemność mózgoczaszki do 750 cm³ (lepiej rozwinięty system naczyń krwionośnych zasilających mózg),
- twarzoczaszka wysunięta do przodu,
- wały nadoczodołowe,
- rozbudowana żuchwa,
- niskie czoło,
- drobne uzębienie, zbliżone morfologicznie do uzębienia Homo sapiens.

H. habilis poruszał się i dojrzewał w podobny sposób, co Australopithecus.
Nazwa „człowiek zręczny” została mu nadana, ponieważ uznano go za pierwszego twórcę narzędzi kamiennych znalezionych w złożach sprzed 1,8 mln lat. Do gatunku tego niektórzy badacze zaliczają też Homo rudolfensis.
Jednym z najlepiej zachowanych szczątków H. habilis jest czaszka KNM ER 1813 odkryta w roku 1973 w dolnej części formacji Koobi Fora (wsch. brzeg jez. Turkana w Kenii) poniżej warstwy tufu wulkanicznego oznaczonego literami KBS, a datowanego metodą argonowo-potasową na 1,60–1,54 mln lat. Wiek czaszki oceniany jest na ok. 2 mln lat.

## Wytwórstwo
Badania prowadzone nad szczątkami H. habilis z Koobi Fora i z Shungura w dorzeczu rzeki Omo w Etiopii wskazują na współwystępowanie H. habilis i australopiteków w okresie od 2,5 do 1,5 miliona, a być może nawet 1 mln, lat temu. Znane są również przypadki współwystępowania H. habilis i Australopithecus boisei w tych samych warstwach, co powoduje problemy z przypisaniem jednemu z tych gatunków pierwszych narzędzi kamiennych. Na obecnym etapie badań wydaje się jednak bardziej prawdopodobne, że H. habilis był wytwórcą pierwszych narzędzi kamiennych i drewnianych.
Najstarsze ślady narzędzi kamiennych związane są z kulturą olduwajską, nazwaną tak od wytworów pochodzących z najniższych warstw wąwozu w Olduvai (tzw. Bed I). Są to otoczaki z pojedynczymi odbiciami na krawędzi formującymi pojedyncze ostrze lub ostrze dwustronne. Obok narzędzi otoczakowych były też narzędzia z wielokierunkową obróbką w postaci sferoidów, służące do rozcierania lub jako bolasy (kamienie do miotania). Produkowano też odłupki, które nie zawsze były odpadami produkcyjnymi, lecz mogły pełnić funkcję narzędzi do cięcia lub skrobania. W dwóch poziomach poza wyrobami kamiennymi znaleziono też szczątki Australopithecus boisei, co może oznaczać, że takie same wyroby produkowane były również przez ten gatunek, ale też, że oba gatunki polowały na siebie.

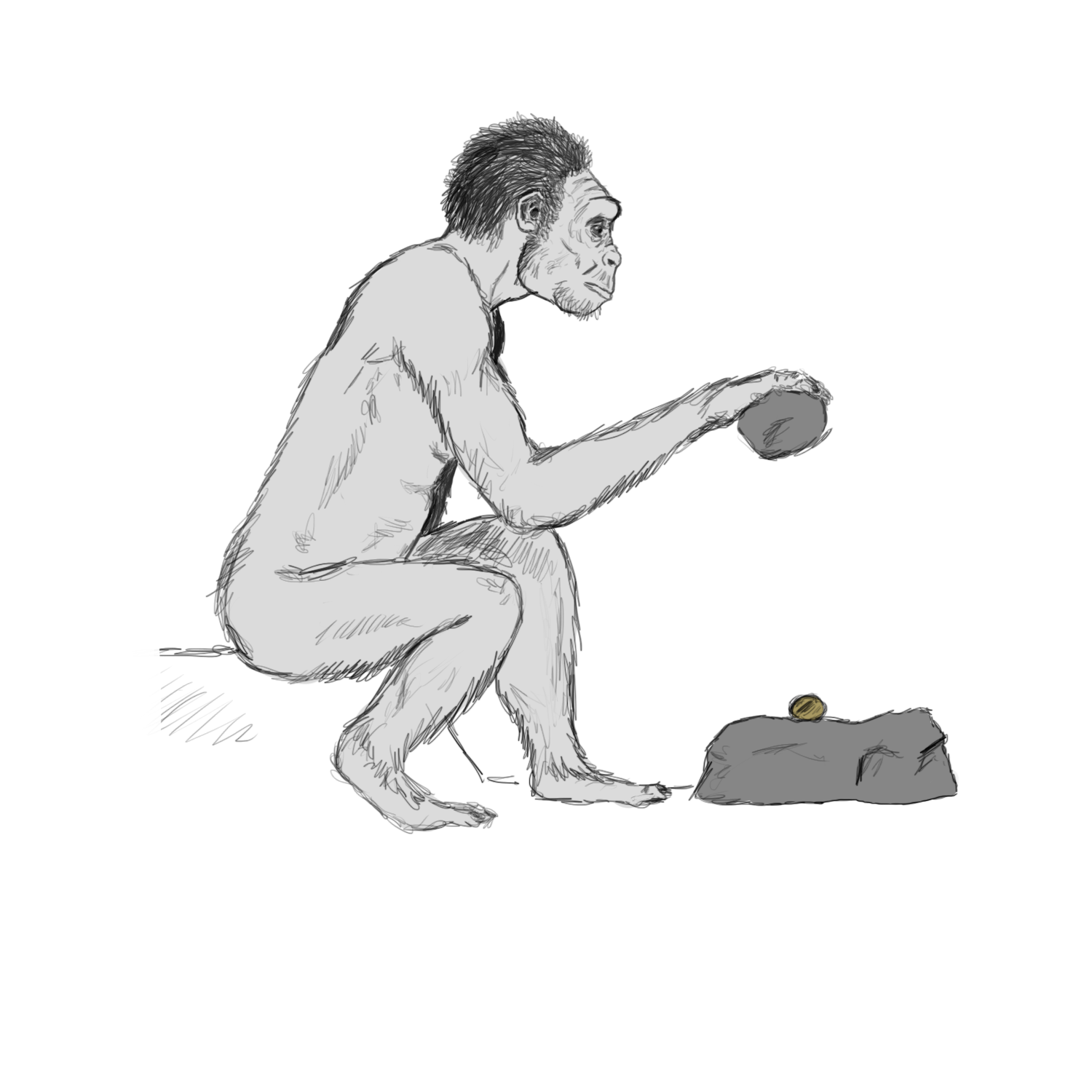
Rysunek ukazujący H. habilis rozłupującego orzecha

## Obozowiska
Badania wskazują, że czynności wykonywane w obozowiskach były zaplanowane i zorganizowane. Świadczy o tym różny poziom zagęszczenia wyrobów kamiennych i szczątków zwierzęcych. Materiał kamienny, jak i gotowe narzędzia były często transportowane z odległości 15–20 km. Może to oznaczać występowanie obozowisk podstawowych, jak i wyspecjalizowanych pracowni obróbki kamienia, miejsc ćwiartowania tusz zwierzęcych oraz innych trudnych do identyfikacji miejsc pobytu. Interesujących danych (datowanych na ok. 1,8–1,7 mln lat temu) dostarcza stanowisko FLK znajdujące się w najniższej serii (Stanowisko I) osadów jeziornych w Olduvai. Odkryto tam skupisko w kształcie koła o średnicy 5 m zawierające wyroby olduvajskie, za którym znajdowało się niewiele narzędzi kamiennych. Od strony północnej i zachodniej otoczone pasem, na którym znajdowały się liczne kości zwierząt z rodziny krętorogich, żyraf i świniowatych; zwierzęta te mogły zostać upolowane (co jest mało prawdopodobne) lub paść ofiarą drapieżników i zostać zawleczone tam przez H. habilis, za czym przemawia więcej argumentów. Występowało tam najprawdopodobniej ogrodzenie zbudowane z gałęzi kolczastych krzewów stanowiące osłonę od wiatru. Na terenach nieosłoniętych dokonywano ćwiartowania mięsa, natomiast w obrębie osłony dokonywano czynności związanych z wytwarzaniem i użytkowaniem narzędzi kamiennych. Obozowiska ze wschodniej Afryki są najprawdopodobniej śladami sezonowych pobytów; w czasie pory suchej użytkowano dolne stoki dolin rzek i brzegi jezior.
Przy obecnym stanie badań wydaje się mało prawdopodobne, aby H. habilis mógł opuścić Afrykę. Przemawia za tym brak znalezisk tego gatunku poza Afryką.

## Sposób bytowania
Praludzie z gatunku H. habilis żyli prawdopodobnie w małych grupach, przypominających stada dzisiejszych szympansów. Grupie takiej przewodził najsilniejszy lub najbardziej inteligentny osobnik. W chwili, gdy mięso stało się najbardziej wartościowym pokarmem, rozwinął się podział pracy w zależności od płci: mężczyźni polowali, a kobiety sprawiały zdobycz, zbierały jadalne rośliny, zajmowały się dziećmi. Wspólnie zdobytą żywność spożywano razem; w ten sposób człowiek przekształcał się nie tylko biologicznie, ale i jako istota społecznie-ekonomiczna w procesie antroposocjogenezy.

| ← mln lat temuHomo habilis |          |            |          |          |           |         |          |         |          |           |      |    |
| Prekambr←4,6 mld           | Kambr541 | Ordowik485 | Sylur443 | Dewon419 | Karbon359 | Perm299 | Trias252 | Jura201 | Kreda145 | Paleog.66 | Ng23 | Q2 |

Prawdopodobnie Homo habilis był padlinożercą. Naukowcy wywnioskowali to z tego, że narzędzia, którymi się posługiwał, nie były dobre do polowania na większą zwierzynę. W wąwozie Olduvai polował na żółwie i małe gryzonie. Sugeruje się, że dieta tego gatunku była podobna do tej, co u australopiteka, słynnej Lucy niż do tej spotykanej u późniejszego („prawdziwego człowieka”) Homo erectus. Badanie izotopowe wykazuje, że wśród pokarmów wczesnych Homininae można wymienić trawy czy zioła, a także zwierzęta – bezkręgowce, gady, ptaki oraz ssaki.